# Mauritsberg

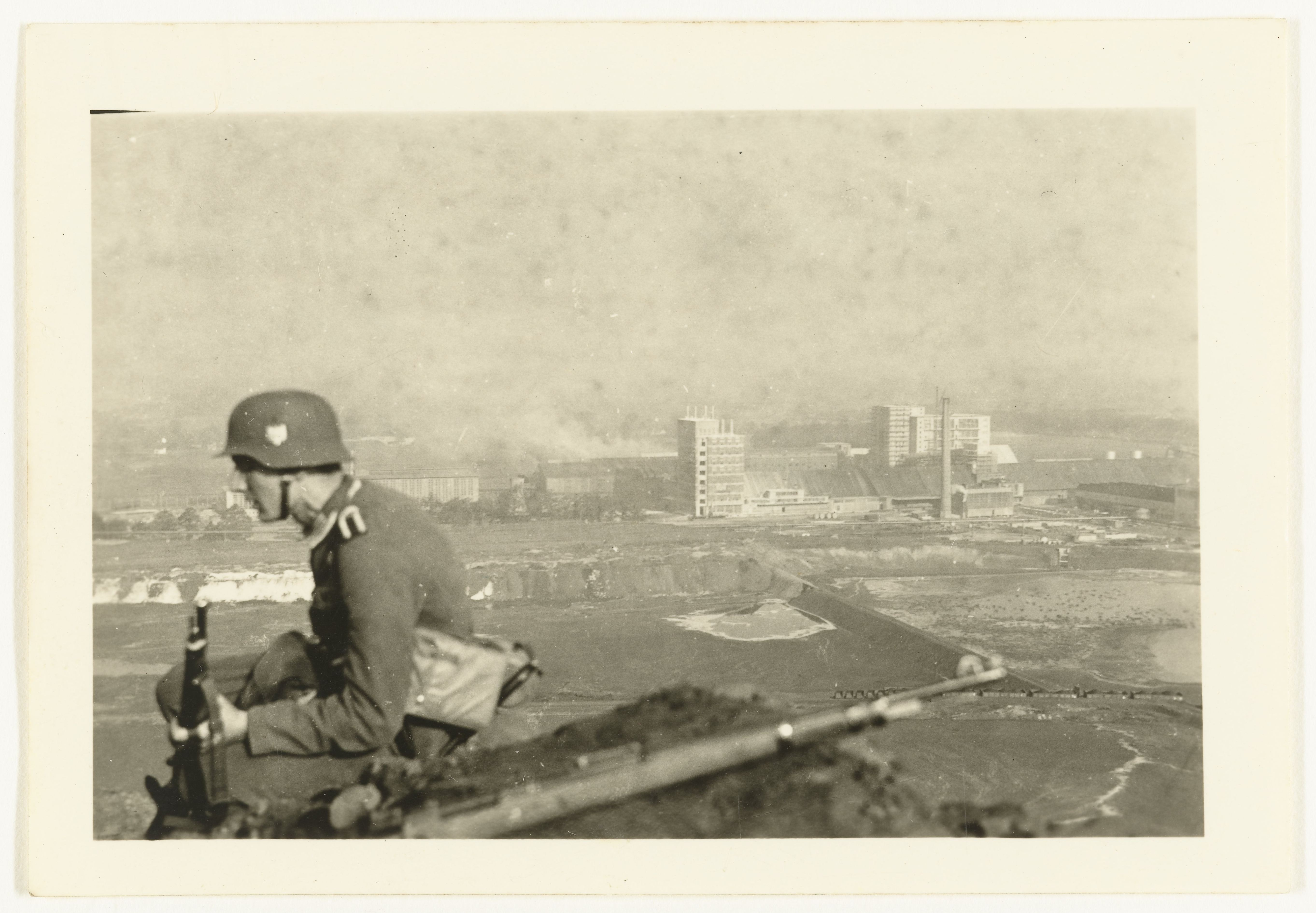
Een Duitse soldaat op de steenberg op 10 mei 1940.

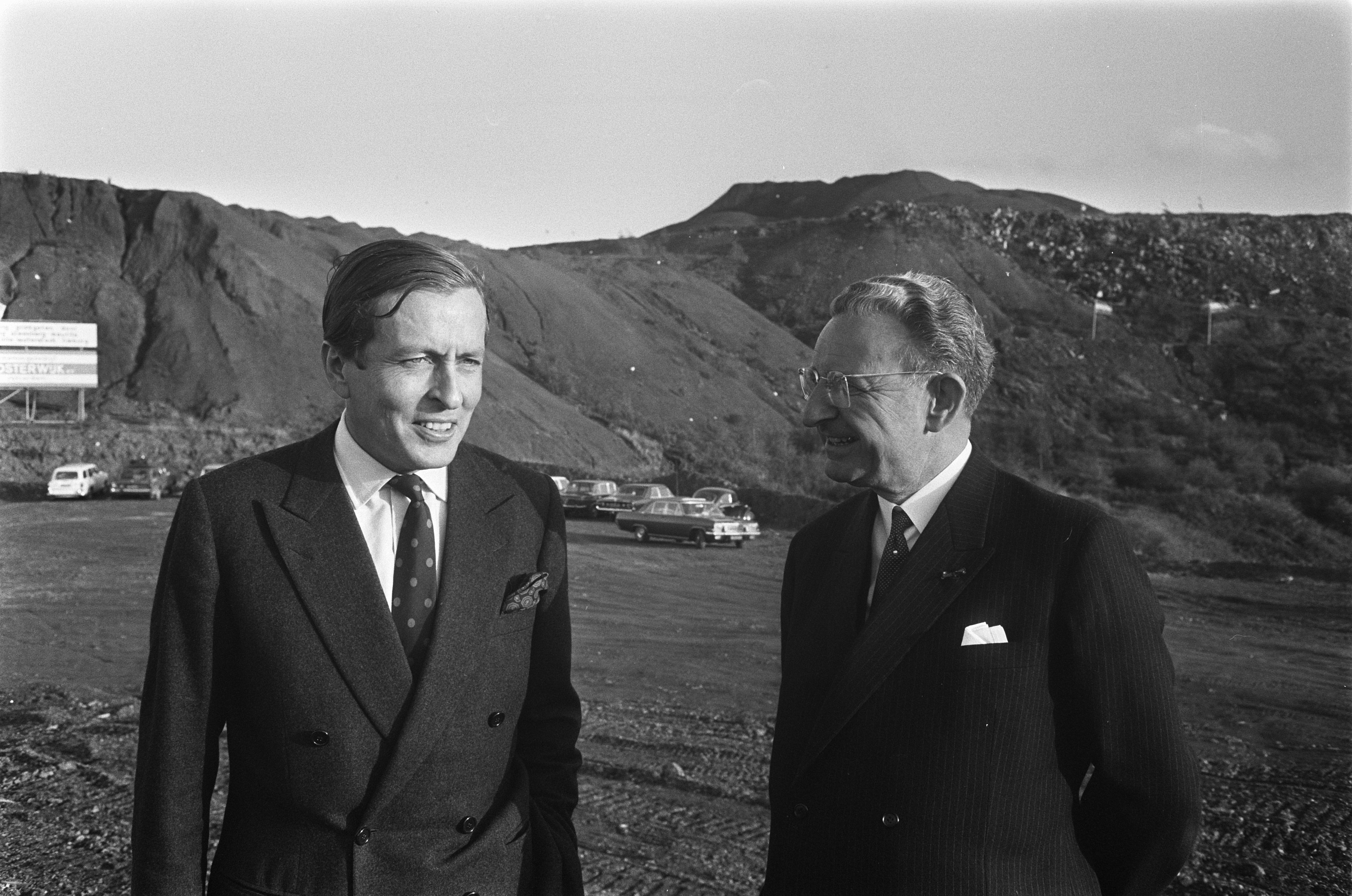
Prins Claus geeft het startsein voor het afgraven van de steenberg bij de staatsmijn Maurits te Geleen op 29 oktober 1969.

De Mauritsberg of Maurits-steenberg is een kunstmatige heuvel op het grondgebied van de gemeente Sittard-Geleen. De heuvel is ontstaan als steenberg van de Staatsmijn Maurits en heeft een hoogte van 121 meter boven NAP, terwijl het omliggende terrein op 68 meter boven NAP ligt. Rond de steenstort is het industrieterrein Chemelot aangelegd.
Twee nog andere bewaard gebleven steenbergen zijn de Wilhelminaberg van Staatsmijn Wilhelmina in tegenwoordig Landgraaf en die van de Oranje Nassaumijn IV in de wijk Heksenberg te Heerlen.

## Geschiedenis
In 1915 werd bij Geleen-Lutterade begonnen met de aanleg van de steenkolenmijn Staatsmijn Maurits voor de winning van steenkool. Met het restgesteente dat bij de winning vrijkwam werd de Mauritsberg opgeworpen. Deze kunstmatige heuvel werd uiteindelijk 110 meter hoog (178 m boven NAP), had een grondoppervlak van meer dan 84 hectare en een massa van 26 miljoen ton steen. De steenberg was daarmee de grootste van Nederland.
Vanaf 1969 begon men met afgraven van een groot deel van de steenstort, vonden saneringen plaats en werd de stort afgewerkt.